# Старе Круле
Старе Круле (пол. Stare Króle) — село в Польщі, у гміні Княжпіль Білгорайського повіту Люблінського воєводства. Населення — 191 особа (2011).

## Історія
За даними етнографічної експедиції 1869—1870 років під керівництвом Павла Чубинського, у селі переважно проживали українськомовні греко-католики, меншою мірою — польськомовні римо-католики.
У 1921 році село входило до складу гміни Княжпіль Білґорайського повіту Люблінського воєводства Польської Республіки.
У 1975—1998 роках село належало до Замойського воєводства.

## Населення
За даними перепису населення Польщі 1921 року в селі Круле Старе налічувалося 22 будинки та 101 мешканець, з них:
- 52 чоловіки та 49 жінок;
- 78 православних, 22 юдеї, 1 римо-католик;
- 78 українців, 22 євреї, 1 поляк.

Водночас за даними перепису населення Польщі 1921 року в селі Круле Нове налічувалося 21 будинок та 115 мешканців, з них:
- 48 чоловіків та 67 жінок;
- 106 православних, 9 римо-католиків;
- 106 українців, 9 поляків.

Демографічна структура станом на 31 березня 2011 року:
|          | Загалом | Допрацездатний вік | Працездатний вік | Постпрацездатний вік |
| -------- | ------- | ------------------ | ---------------- | -------------------- |
| Чоловіки | 93      | 19                 | 64               | 10                   |
| Жінки    | 98      | 22                 | 60               | 16                   |
| Разом    | 191     | 41                 | 124              | 26                   |

## Особистості

### Народилися
- Іван Павліха (1938—2015) — український поет-гуморист, громадський діяч.